# Суксо, Нарди
Нарди Элизабет Суксо Итурри (исп. Nardi Elizabeth Suxo Iturry; родилась 23 февраля 1961) — боливийский юрист и социолог, политический и государственный деятель, дипломат. С июня по ноябрь 2019 года она была послом Боливии в Австрии, Хорватии, Венгрии и Словакии.
Ранее занимала пост министра институциональной прозрачности и борьбы с коррупцией с 2006 по 2015 год, во время первого и второго правительств президента Эво Моралеса. За время её пребывания в должности боливийское государство взыскало около 800 миллионов боливиано (115 миллионов долларов США) в результате более чем 100 успешных обвинительных приговоров по делам о коррупции.

## Ранние годы и образование
Нарди Суксо родилась в Ла-Пасе 23 февраля 1961 года  в семье Умберто Суксо и Иоланды Анжелики Итурри Гутьеррес.
Она начала свое образование в 1967 году, а в 1978 году получила степень бакалавра в Ла-Пасе. В 1979 году она поступила в Высший университет Сан-Андрес, выпустившись оттуда с дипломом юриста в 1985 году. Впоследствии она также получила степень социолога и диплом по правам человека Мадридского университета Карла III.
В течение своей трудовой жизни она, среди прочего, работала директором Центра Картера в Боливии. Она была вторым заместителем делегата по правам человека в офисе омбудсмена, а также занимала должность директора Института юридических исследований Боливийского католического университета.

## Министр институциональной прозрачности и борьбы с коррупцией
После избрания Эво Моралеса президентом Боливии Нарди Суксо стала одной из первых министров, назначенных в правительство Движения за социализм (MAS). 23 января 2006 года Моралес поручил ей недавно учреждённое Министерства институциональной прозрачности и борьбы с коррупцией. Она оставалась на этом посту в течение девяти лет, таким образом став одним из министров с самым долгим сроком службы (наряду с Луисом Альберто Арсе Катакорой, Давидом Чокеуанкой и Роберто Иваном Агиларом Гомесом).
За время ее пребывания в должности правительство взыскало около 800 миллионов боливиано (115 миллионов долларов США), при этом более 100 государственных служащих были осуждены за коррупционные действия.
Были также проведены информационные кампании для населения Боливии, в рамках которых «Караван прозрачности» объезжал различные города с просветительскими мероприятиями.
Нарди Суксо покинула пост министра прозрачности 22 января 2015 года, её заменила Ленни Вальдивия.

## Дипломатическая карьера
24 марта 2015 года Нарди Суксо представила Сенату план стать представителем страны в Организации Объединенных Наций и других международных организациях в Женеве. Она официально представила свои полномочия в качестве постоянного представителя 13 мая 2015 года. В 2018 году она была выдвинута в судьи Межамериканского суда по правам человека. Однако эта заявка провалилась после того, как была встречена резкими возражениями со стороны оппозиционных партий и групп, утверждающих, что она уклонялась от принятия мер в некоторых случаях коррупции, в которых участвовали высокопоставленные должностные лица в правительстве.
22 мая 2019 года на закрытом заседании Сената Боливии Суксо была назначена послом Боливии в Австрии и одновременно в Хорватии, Венгрии и Словакии. 2 июня 2019 года она была приведена к присяге в качестве посла министром иностранных дел Боливии Диего Пари Родригесом.
Она была уволена с должности посла в этих странах 15 ноября 2019 года, после силового смещения Эво Моралеса с поста президента под давлением военных и полиции.

## Комментарии
1. ↑  В 2012 году газета La Estrella del Oriente сообщала, что Суксо родилась 26 September 1955 года в Помата, Перу[1]